# 델리스파이스의 뮤직시티
델리스파이스의 뮤직시티는 경인방송에서 매일 저녁 8시부터 밤 10시까지 방송 중인 음악 프로그램이다.

## 개요
2024년 5월 27일부터 별빛라디오 후속으로 신설된 프로그램이다.

## 코너 소개

### 매일 코너
- 하루 한판
- 오늘의 취침송

### 요일 코너
- 화 : Back To The 90's
- 목 : 도시의 밤
- 토 : 엘피창고, 아티스트 열전
- 일 : 금주의 신곡, 밴드의 시대